# Многосоюзие
Многосою́зие (также полисиндетон, от др.-греч. πολυσύνδετον «многосоюзие») относится к типизированным модификациям строевых синтаксических единиц, обладающих экспрессивным значением, является синтаксическим средством выражения экспрессивности.
В узком значении — это стилистическая фигура, состоящая в намеренном увеличении количества союзов в предложении. Замедляя речь вынужденными паузами или задавая ей определённый ритм, экспрессию и выразительность, многосоюзие подчёркивает роль каждого из слов, создавая единство перечисления и усиливая связность, логичность и эмоциональность текста, как устного, так и письменного.
Доктор филологических наук А. П. Сковородников определяет термин как производное от греческих слов «poly» — много и «syndeton» — связанный.
Лингвистический словарь определяет общее значение термина как «принцип построения текста, при котором последующие повествовательные единицы (или их части) присоединяются к предыдущим одним и тем же (обычно сочинительным) союзом».

## Функции
Функции полисиндетона обозначают по-разному:
- целеустремлённость и единство перечисляемого (Квятковский А. П. Указ, соч., с. 188);
- полисиндетон «автономизирует каждое из составляющих этого ряда» (Розенталь Д.Э. и др., Справочник по произношению, литературному редактированию. М., 1988, с. 341);
- «обилие повторяющихся союзов делает семантическую структуру следующих друг за другом семантических явлений особенно прозрачной» (Клюев. Е.В. Риторика. Учебное пособие для вузов).

Большинством лингвистов принимается толкование, что основная функция полисиндетона — «подчёркивать и выделять перечисляемые элементы (слова, части предложения, предложения), повышая его смысловую значимость» (Огородников, «Полисиндетон как стилистическая фигура», с. 44). «Ох, лето красное! Любил бы я тебя, Когда б не зной, да пыль, да комары, да мухи! (А. С. Пушкин).
Многосоюзие иногда рассматривают как частный случай анафоры .
В последнее время полисиндетон как коммуникативный, стилистический и лексико-грамматический приём стал часто использоваться и как прагматичное средство воздействия на аудиторию при написании политических выступлений, основанных на однородности синтаксических конструкций, так как задаётся не только ритмика речи, ей придаётся благозвучность, посредством приёма расставляются смысловые акценты, вызываются нужные ассоциации. Таким образом привлекается внимание слушателей к нужным фактам, сообщениям, логическим посылам и оказывается воздействие на массовое сознание.

## Примеры
А уже не вижду власти сильнаго и богатаго и многовои брата моего Ярослава съ Черниговьскими былями, съ могуты, и съ татраны, и съ шельбиры, и съ топчакы, и съ ревугы, и съ ольберы.— Слово о полку Игореве

Перед глазами ходил океан, и колыхался, и гремел, и сверкал, и угасал, и светился, и уходил куда-то в бесконечность
— Короленко В. Г.

Я или зарыдаю, или закричу, или в обморок упаду
— Чехов А. П.

И волны теснятся, и мчатся назад,

И снова приходят, и о берег бьют…
— Лермонтов М. Ю. Баллада

Зато и внук, и правнук, и праправнук

Растут во мне, пока я сам расту…
— Антокольский П. Г.

## Грамматические и синтаксические функции
С грамматической точки зрения употребление одного и того же союза несколько раз избыточно, поэтому в устной речи полисиндетон употребляется редко, чаще используется для придания экспрессивности, выразительности однородным членам и присоединительным конструкциям в художественной литературе, особенно часто — в поэзии. «И был темно. И это был пруд, И волны. — И птиц из породы люблю вас. Казалось, скорей умертвят, чем умрут Короткие, крепкие, чёрные клювы». (Б. Л. Пастернак).
Ритмическая организация текста. Повторное употребление союза И заставляет обратить внимание на повтор действия, выразительность эмоций, поэтому стилистический приём обладает объединяющим свойством, позволяя соединить разные сведения и усилить эффект повествования. Придание речи или тексту ритмически организованного характера высказывания может производиться посредством образования ряда с чередованием ударных и неударных элементов (полнозначные слова и союзы).
«Псевдокультура ни словом, ни жестом может и не отличаться от культуры, но делом, но последствием, но своею ошибочностью — отличается». (С. Залыгин). «И вот с такими-то богатствами мы оказались без леса, без пеньки, без сала, без Солженицына и Бродского, без Ростроповича и Эрнста Неизвестного». (Лит. Газета, 1990, 25 июля).
Многосоюзие может выражать и усиливать экспрессию текста, а также его смысл, поэтому полисиндетон не ограничивается рамками только однородных членов предложения, так как может соединять любые конструкции, например, целые предложения в тексте. «Иль старый богатырь, покойный на постеле, Не в силах завинтить свой измаильский штык? Иль русского царя уже бессильно слово? Иль нам с Европой спорить ново? Иль русской от побед отвык?» (А. С. Пушкин «Клеветникам  России», 1831).
Повторы союзов служат также для объединения высказывания в единое смысловое целое. Объединительная функция многосоюзия вытекает из самой природы союзов, не только соединительных (и, а и) но и противопоставительных, и сочинительных. 
Многосоюзные конструкции и полисиндетон
В многосоюзном предложении или в тексте союзы выполняют соединительные и иные функции и носят обязательный характер, их нельзя опустить «И на опушке, и в глубине леса послышались птичьи голоса». (Николай Сладков).
При полисиндетоне, как правило, союзы можно удалить без потери смысла в предложении или тексте, так как они носят (почти все или их часть) факультативный оттенок, то есть, избыточны и используются специально, для достижения тех или иных средств языка: выразительности, усиления смысла, образности и т. д.
Многопредложие — преднамеренное использование избыточных союзных слов и предлогов иногда также относят к разновидности полисиндетона, что по мнению исследователей, оправдано, так как избыточные союзные слова и предлоги расчленяют текст, логически выделяют и подчёркивают его смысловые единицы.
Доктор филологических наук Огородников, в исследовании полисиндетона как стилистической фигуры речи, отмечает:

Однако представляется целесообразным более широкое понимание полисиндетона, включающее повтор союзов не только при соединении однородных членов, но и при соединении нескольких предложений, поскольку принцип однородности между членами предложения, частями сложного предложения, частями сложного предложения и предложениями в составе сложного синтаксического целого изоморфны (аналогичны)... В понятие полисиндетона иногда включают многопредложие — многократное, преднамеренно избыточное использование предлогов. — Сковородников А.П. Полисиндетон как стилистическая фигура.
«Ее веки тихо поднялись, и опять ласково засияли передо мною ее светлые глаза — и опять она усмехнулась». (И. С. Тургенев, «Первая любовь», глава 4). «День ото дня жизнь становится лучше, интереснее, многообразнее. И честнее. И правдивее. И справедливее». (Комс. Правда. 1986.14 февр.).

## Многосоюзие в английском языке
Многосоюзие часто выступает в роли стилистического приема не только в русском, но и в других языках, выполняя функцию связи для отдельных частей высказывания. Союз или союзное речение используется в тексте как повтор перед каждым речевым компонентом. Многосоюзие всегда используется при перечислении однородных членов предложения и, как правило, выделяет каждую составную часть речевого ряда, поэтому многосоюзие можно назвать и разделительной функцией текста. Например:

«The heaviest rain, and snow, and hail, and sleet, could boast of the advantage over him in only one respect.» (Ch. Dickens)
Повторение предлога with в поэме Лонгфелло "The Song of Hiawatha" использовано с той же целью:
Should you ask me, whence these stories?

Whence these legends and traditions,

With the odours of the forest,

With the dew and damp of meadows,

With the curling smoke of wigwams,

With the rushing of great rivers,

With their frequent repetitions,

And their wild reverberations,

As of thunder in the mountains?
— Очерки по стилистике английского языка